# أنا (علم نفس)

## تعريف
الأنا كما وصفها فرويد هي شخصية المرء في أكثر حالاتها اعتدالاً بين الهو والأنا العليا، حيث تقبل بعض التصرفات من هذا وذاك، وتربطها بقيم المجتمع وقواعده، حيث من الممكن للأنا ان تقوم باشباع بعض الغرائز التي يطلبها الهو ولكن في صورة متحضرة يتقبلها المجتمع ولا ترفضها الأنا العليا.
مثال: عندما يشعر شخص بالجوع، فان ما تفرضه عليه غريزة البقاء (الهو) هو أن يأكل حتى لو كان الطعام نيئاً أو برياً، بينما ترفض قيم المجتمع والأخلاق (الأنا العليا) مثل هذا التصرف، بينما تقبل الأنا اشباع تلك الحاجة ولكن بطريقة متحضرة فيكون الأكل نظيفاً ومطهواً ومعد للاستهلاك الآدمي ولا يؤثر على صحة الفرد أو يؤذي المتعاملين مع من يشبع تلك الحاجة.